# Euselasia teleclus
Espèce
Euselasia teleclus est un insecte lépidoptère appartenant à la famille  des Riodinidae et au genre Euselasia.

## Dénomination
Euselasia teleclus a été décrit par Caspar Stoll en 1787 sous le nom de Papilio teleclus.
Synonyme : Hesperia gemellus Fabricius, 1793; en Guyane

### Nom vernaculaire
Euselasia teleclus se nomme en anglais

## Description
Euselasia teleclus, de couleur rouge grenat est très largement bordé de noir aux ailes antérieures comme aux ailes postérieures..
L'autre face est de couleur beige avec la partie basale séparée de la partie distale par une de couleur rouille et une fine bordure rouille doubée d'une ligne submarginale de fins chevrons rouille.

## Écologie et distribution
Euselasia teleclus est présent en Guyane au Surinam et en Équateur.

### Biotope
Il réside dans la forêt tropicale.